# Кедзя
Ке́дзя (рос. Кедзя) — присілок в Дебьоському районі Удмуртії, Росія.

## Населення
Населення — 42 особи (2010; 51 в 2002).
Національний склад станом на 2002 рік:
- удмурти — 84 %

## Урбаноніми[3]
- вулиці — Жовтнева